# Gera György
Gera György (Nagyvárad, 1922. február 23. – Budapest, 1977. december 11.) magyar író, műfordító, dramaturg, publicista, műkritikus.

## Életpályája
A második világháború alatt munkaszolgálatos volt, majd Mauthausenbe került fogolyként. 1945-ben Textilfőiskolán tanult, majd a kolozsvári Bolyai Tudományegyetemen szerzett diplomát szociológia, filozófia és esztétika szakon 1947-ben. Tanára Gaál Gábor volt. 1947-ben ösztöndíjjal Párizsba ment. Itt a Sorbonne hallgatója volt. 1948-ban Budapesten telepedett le. Ezután a MAFILM-nél, valamint a Színház és Mozi című lapnál dolgozott. 1971-től haláláig a Könyvvilág szerkesztője volt.

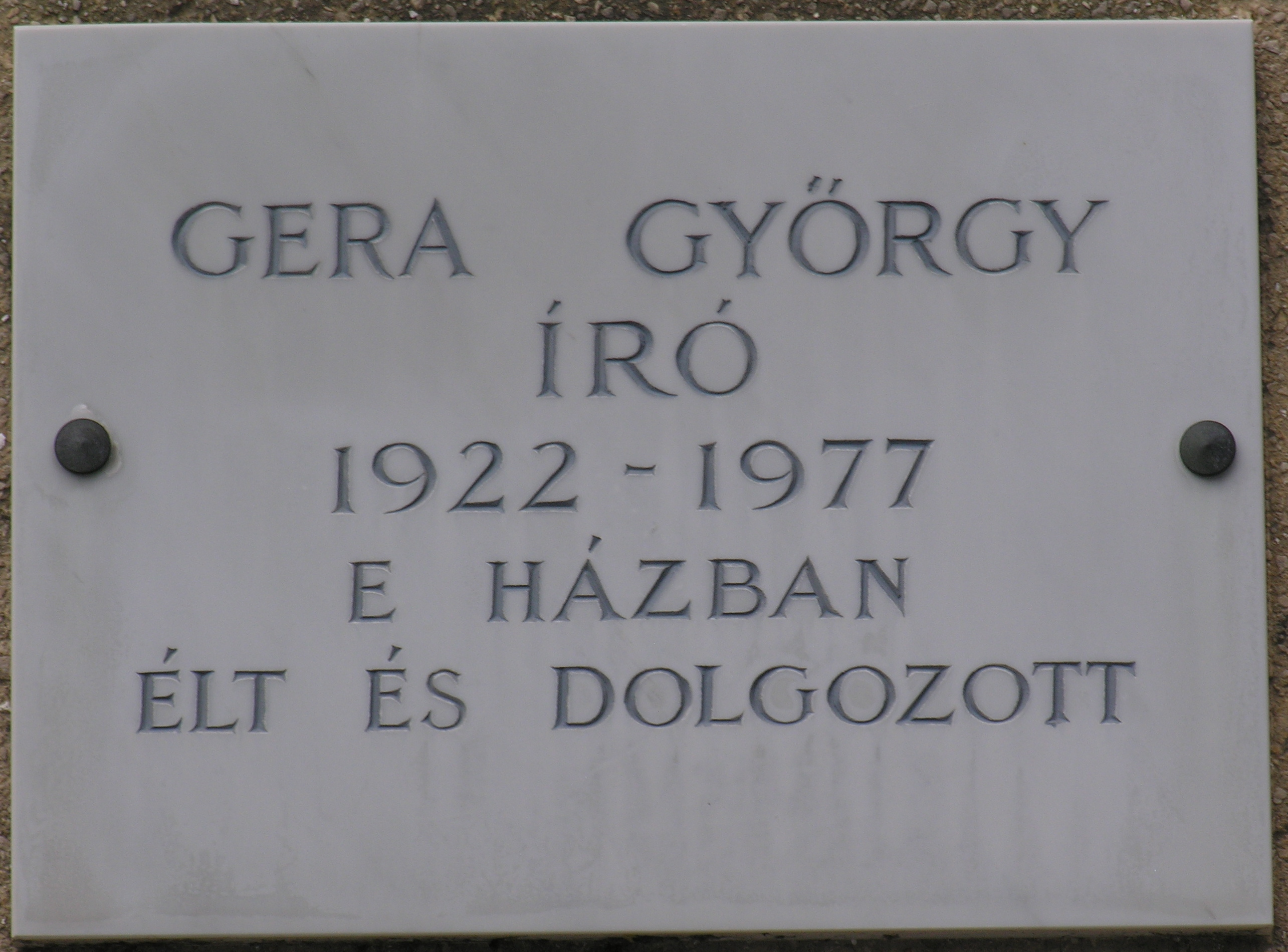
Gera György emléktáblája Budapest XII. kerületében

## Költészete
Első írásai 1941-ben jelentek meg a Népszavában, majd Kassák Lajos Kortárs című lapjában publikált. Első írásainak szürrealisztikus hangvétele az 1950-es évek „termelési beszámolóinak” politizáló hangjára váltott (Tisztuló világ, 1950). Hamarosan szakított a sematizmussal, francia műveltsége, európai tájékozódása szembeállította a kommunista irodalompolitikával. Ezután jobbára a világirodalom, elsősorban a modern francia és német elbeszélő irodalom közvetítésében talált feladatot. Számos fordítása jelent meg, főleg Eugène Ionesco, Robert Merle, Charles-Ferdinand Ramuz, Friedrich Dürrenmatt, Lion Feuchtwanger, Guillaume Apollinaire, Louis Aragon, Thomas Mann műveiből. Pokoltánc (1956) című regényében a háborús évek szörnyűségeit mutatta be. Az elbeszéléseit összegyűjtő Megtorlás (1979) című kötetében személyes hangon, de elemző tárgyilagossággal ábrázolta a magyar értelmiség konfliktusait. Terelőút (1972) című regénye az üldözött magyar zsidóság önvizsgálata. Az endogén expedíció (1980) című sci-fi regényében egy földalatti utazás kalandjait meséli el.

## Művei
- Tisztuló világ (elbeszélés, 1950)
- Holland partokon (elbeszélés, 1953)
- Pokoltánc (regény, 1956)
- Baudelaire (kismonográfia, 1968)
- Terelőút (regény, 1972)
- Megtorlás (elbeszélés, 1979)
- Az endogén expedíció (sci-fi regény, 1980)